# Petru de Courtenay, senior de Conches
Petru de Courtenay (n. cca. 1218 – d. 1249 sau 1250, în Egipt) a fost un cavaler francez, membru al casei de Courtenay, ramură colaterală a casei regale capețiene. De la 1239 până la moarte, el a fost seniorul conducător din Conches and Mehun.
Petru a fost cel mai mare dintre cei cinci fii ai lui Robert de Courtenay (d. 1239), senior de Champignelles, cu soția sa Matilda de Mehun. De la părinții săi, el a moștenit castelele de Conches și Mehun. În 25 august 1248, el a navigat alături de vărul său, regele Ludovic al IX-lea al Franței, de la Aigues-Mortes până în Egipt, pentru a participa la Cruciada a șaptea, în timpul căreia și-a găsit moartea.
Cei mai mulți istorici consideră că Petru a murit în timpul bătăliei de la Al Mansurah din 8 februarie 1250. În acea zi, contele Robert I de Artois a condus avangarda cruciaților într-un atac spontan asupra Mansurah. Avangarda a fost atrasă într-o capcană pusă la cale de apărătorii mameluci, toți atacatorii fiind uciși. Cu toate acestea, cronicarul Jean de Joinville menționează că Petru de Courtenay a murit anterior acestui episod. După cucerirea orașului-port egiptean Damietta din iunie 1249, o mare parte din armata cruciată și-a fixat tabăra în afara zidului orașului, până când erau cu toții pregătiți să pornească marșul asupra Mansurahului, programat pentru toamna acelui an. Sultanul Egiptului a oferit o răsplată de un solidus de aur pentru fiecare cap de cruciat. În timpul nopții, sarazinii ar fi urmat să se strecoare în tabăra cruciată, ucigându-i pe aceștia în corturile lor și furându-le capetele. Potrivit lui Joinville, Petru de Courtenay ar fi fost victima unui astfel de atac. Totuși, se poate ca Joinville să fi fost în eroare. Trebuie ținut seamă de faptul că scrierea cronicarului a fost redactată la câteva decenii după evenimente și că Petru de Courtenay este menționat în două rânduri în partea ulterioară a cronicii, în legătură cu bătălia de la Al Mansurah.

## Căsătorie și urmași
Petru a fost căsătorit cu Petronila (d. 1289), fiică a lui Gaucher de Joigny cu Amicia de Montfort, ei având un copil:
- Amicia (d. 1275 în Roma), seniorină suo jure de Conches și Mehun; căsătorită în 1262 cu contele Robert al II-lea de Artois (d. 1302).

Petronila s-a recăsătorit în 1252, după moartea lui Petru, cu Henric al II-lea de Sully (d. 1269).